# 無防備
『無防備』（むぼうび）は、2009年の日本映画。

## 概要
2作目となる市井昌秀監督による長編映画。出産をテーマとした作品であり、映画の終盤では監督の妻で女優の今野早苗による本物の出産映像が使われる。2008年7月のぴあフィルムフェスティバルでの上映時にはモザイク処理が行われた映像が使われたが、その後配給側エスピーオーの強い要望により、無修正での全国公開が実現した。映倫の審査の結果、「わいせつ性は認められないが、極めて刺激的」であるためにR-18指定となっている。

## ストーリー
工場に勤める木下律子は、ある日パートとして新たに入ってきた妊婦の山田千夏と共に働くこととなる。

## キャスト
- 森谷文子：木下律子
- 今野早苗：山田千夏
- 西本竜樹：木下礼二
- 中村邦晃：野村
- 柿沼菜穂子：ルミ子
- 熊埜御堂彩：まどか
- 朝真裕稀：山田吾郎

## スタッフ
- 監督・脚本・編集：市井昌秀
- 撮影：関将史
- 衣装：市井早苗
- 音楽：朝真裕稀
- 録音：茂木祐介
- 助監督：平波亘、市村優
- 制作：遠矢東宏
- 撮影助手：工藤育子
- 録音助手：中村邦晃
- メイク：佐藤絵里

## 賞歴
- 第30回ぴあフィルムフェスティバル - グランプリ
- 第13回釜山国際映画祭 - グランプリ